# Edwin L. Norris
Edwin Lee Norris, född 15 augusti 1865 i Cumberland County, Kentucky, död 25 april 1924 i Great Falls, Montana, var en amerikansk demokratisk politiker. Han var Montanas viceguvernör 1905–1908 och guvernör 1908–1913.
Efter avslutad skolgång i Kentucky studerade Norris juridik och inledde 1889 sin karriär som advokat i Montana. Han var ledamot av Montanas senat 1896–1900 där han 1899 tjänstgjorde som talman.
Norris efterträdde 1905 Frank G. Higgins som Montanas viceguvernör. Guvernör Joseph Toole avgick 1908 och efterträddes av Norris. Han efterträddes sedan 1913 som guvernör av Samuel V. Stewart.
Norris avled 1924 i Montana och gravsattes på Fairview Cemetery i Bowling Green i Kentucky. Gravplatsen flyttades senare till Highland Cemetery i Great Falls i Montana.